# Eino Leino (költő)
Eino Leino (Paltamo, 1878. július 6. – Tuusula, 1926. január 10.) költő, újságíró, író, a finn költészet egyik úttörője. Verseiben ötvözte a modern és a népies elemeket egyaránt. Legtöbb munkájának a stílusa a Kalevalán, valamint népdalokon alapszik. A természet, szerelem és a kétségbeesés gyakori témák Leino munkásságában. Még ma is széles körben olvassák Finnországban, verseit gyakran idézik.

## Fiatalkora
Eino Leino Armas Einar Leopold Lönnbohm néven született Paltamóban, és a családban tíz gyermek közül a hetedik volt. A sok felnőtt között magányos, koraérett gyermekké vált, és korán a könyvek felé fordult. Az iskolát Kajaaniban kezdte el, Ouluban, majd Hämeenlinnában folytatta. 1895-ben, tizenhat éves korában felvették az egyetemre. Noha fiatalabb volt diáktársainál, ezek szellemi vezérüknek tekintették.
Már az elemi iskolában elkezdte finnre fordítani Johan Ludvig Runeberg verseit. 1896-ban jelent meg az első két versgyűjteménye, Maaliskuun lauluja, (Márciusi dalok) illetve Tarina suuresta tammesta címmel. Húsz éves korában bátyjával, Kasimir Leinóval, aki költő, kritikus, színigazgató és az irodalmi élet ismert alakja volt, megalapítottál a Nykyaika (Jelen) című folyóiratot, amely a maga korában egyedülállónak számított. A célja nem a nemzeti nyelv vagy identitás ügyének előmozdítása, hanem a nemzetközi irodalmi kitekintés volt. A lap jó minőségű volt, de ez nem jelentett hosszú életet: egy évvel később megszűnt, és az adósságok kifizetése a Leino fivérekre maradt.
1899-ben az akkor 21 éves Eino Leino a Päivälehti című újsághoz került, ahol kulturális ügyekkel foglalkozott. 1904-ben a lap utódjának, a Helsingin Sanomat-nak a színikritikusa lett. A közismertséget az hozta meg számára, hogy ugyanebben az évben a Helsingin Sanomat állandó vezércikkírója lett.

## Pályafutása

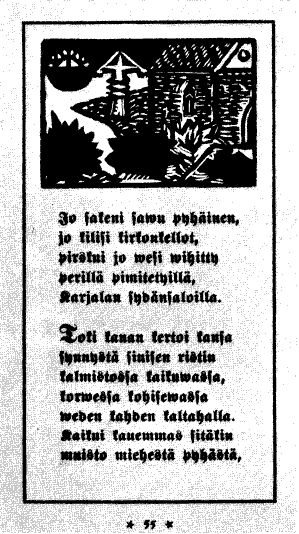
Eino Leino: Helkavirsiä

Korai költészetére nagy hatással volt a Kalevala és a finn mitológia; ebben az értelemben a finn újromantika első és legfontosabb kimunkálója volt. Ennek legjobb példája az 1903-ban megjelent Helkavirsiä (A tavaszi ünnep énekei) című gyűjteménye, amelyben a Kalevala versformáját összekapcsolta a legújabb európai irodalmi áramlatokkal. A modern francia költők közül elsősorban Rimbaud volt rá nagy hatással.
1902-ben Leino beleszeretett háziasszonya lányába, Freya Schoultzba, akivel 1905-ben házasodtak össze. Ebből a szerelemből született a Talvi-yö című, 1905-ben megjelent versgyűjtemény. Ugyanebben az évben jelent meg Päivä Helsingissä című prózakötete, valamint a Väinämöisen kosinta és Hiiden miekka, Pentti Pääkkönen, Lydian kuningas és Meiram című színpadi művei. Az 1905-ös évben oroszországi eseményei rengeteg munkát adtak neki vezércikkíróként, mintegy 110 írása jelent meg Teemu álnéven. Nézeteit tekintve Leino egyértelműen az Ifjúfinn Párt híve volt, és a passzív ellenállás szószólója.
1906-tól kezdve jelent meg az elnyomó oroszosítás időszakáról szóló trilógiája: Tuomas Vitikka (1906), Jaana Rönty (1907) és Olli Suurpää (1908). Közben színdarabokat is írt: Lalli (1907), Maunu Tavast (1908) és Tuomas piispa (1909). 1908-ban újabb verseskötetet adott ki Halla, egy műfordításkötetet Maailman kannel címmel és Goethe Iphigénia Tauriszban című drámájának fordítását.
1908–1909-ben európai utazást tett. Visszatérve belevetette magát az éjszakai életbe, de ugyanakkor ontotta magából az írásokat. 1911 és 1913 között jelent meg a modern kapitalista világot ábrázoló regényciklusa: Työn orja (A munka rabja), Rahan orja (A pénz rabja), Naisen orja (Az asszony rabja) és Onnen orja (A szerencse rabja). 1912-ben irodalmi körútra indult az országban, hogy megismertesse műveit. Ugyanebben az évben létrehozta Helsinkiben a Seurasaari szigeten az ország első szabadtéri színházát, Kaarle Halme rendezővel együtt filmet készített, amelyet 1915-ben mutattak be. Közben Dante Isteni színjáték-ának fordításán dolgozott, és új lapot indított Sunnuntai címmel, ami 1918-ig jelent meg.
A finn polgárháború lelkileg megviselte Leinót, mivel egyaránt meg tudta érteni mindkét harcoló felet, a fehéreket és a vörösöket. 1921-ben Gustav Suits észt költő és felesége irodalmi körutat szerveztek számára Észtországban, ahol kedvező fogadtatásra lelt. Utóbb a depresszió egyre inkább elhatalmasodott rajta, és sok időt töltött kórházban. Utolsó jelentős irodalmi műve az Elämäni kuvakirja (1925) volt, amelyet egy memoársorozat első darabjának szánt.
1926-ban halt meg, mindössze 47 évesen. Közköltségen temették el.

## Családja és magánélete
Első felesége Freya Schoultz volt, akitől 1906-ban lánya született, de ekkorra kapcsolatuk megromlott. Ezzel párhuzamosan bontakozott ki szerelme L. Onerva (Hilja Onerva Lehtinen) költőnővel, aki egész életén át barátja is maradt. 1908-ban együtt utaztak Olaszországba, ami hatalmas botrányt jelentett, mivel még mindketten házasok voltak. 1913-ban Leino ismét megházasodott, felesége Aino Kajanus hárfaművész lett, de ez a házassága sem tartott sokáig. 1916 és 1919 között Aino Kallas írónővel állt szerelmi kapcsolatban, egy észt diplomata feleségével. 1921-ben Hanna Laitinen banki tisztviselővel kötött házasságot. Bár nem váltak el, a kapcsolatuk nem működött, és a költő elköltözött otthonából.

## Emlékezete
Életrajzát szeretője és élethosszig tartó barátja, L. Onerva írta meg. 1947-ben az Otava könyvkiadó megalapította az Eino Leino Társaságot, amelynek első tevékenysége az volt, hogy gyűjtést szervezett a költő szobrának felállítására. A Lauri L. Leppänen által 1953-ban készített szobor Helsinkiben az Esplanadin áll. Születésnapja, július 6-a a költészet napja Finnországban, zászlós ünnep. Közel hetven évvel a halála után, 1995-ben a róla írt regény, Hannu Mäkelä Mestari című műve közönségsikert aratott.
A finn könyvkiadók alapítványa és az Eino Leino Társaság közösen alapította a költőről elnevezett Eino Leino-díjat.

## Életében megjelent művei[4]

### Verseskötetek
- Maaliskuun lauluja, Otava, 1896
- Tarina suuresta tammesta y.m. runoja, WSOY, 1896
- Yökehrääjä, Otava, 1897
- Sata ja yksi laulua, Otava, 1898
- Tuonelan joutsen, näytelmäruno, Otava, 1898
- Ajan aalloilta, WSOY, 1899
- Kuvaelmia muinaisajoilta 1899
- Hiihtäjän virsiä, Otava, 1900
- Kivesjärviläiset, kertova runoelma, Otava, 1901
- Pyhä kevät, Otava, 1901
- Kangastuksia, Otava, 1902 (A Nap fia)
- Helkavirsiä, Otava, 1903 (Tavaszünnepi dalok I.)

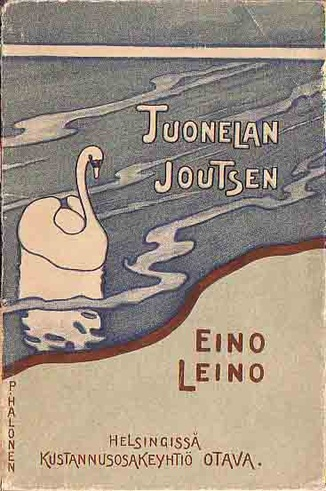

- Simo Hurtta. Runoja isonvihan ajoilta, Otava, 1904
- Talvi-yö, Otava, 1905 (Téli éjszaka)
- Turjan loihtu, näytelmäruno, Emil Vainio, 1907
- Halla, Otava, 1908 (Éjszakai fagy)
- Tähtitarha, Kirja, 1912
- Painuva päivä, Kirja, 1914
- Elämän koreus, Kirja, 1915
- Helkavirsiä. Toinen sarja. Otava, 1916 (Tavaszünnepi dalok II.)
- Karjalan kuningas, runonäytelmä, Kirja, 1917
- Leirivalkeat, Kirja, 1917
- Vapauden kirja, runovalikoima, Kirja, 1918
- Bellerophon, runotarina, Ahjo, 1919
- Juhana Herttuan ja Catharina Jagellonican lauluja. Nil nisi mors, Ahjo, 1919
- Lemmen lauluja, runovalikoima, Kirja, 1919
- Simo Hurtta. Runoja isonvihan ajoilta, toinen sarja, Otava, 1919
- Ajatar. Tietovirsiä, Otava, 1920
- Kodin kukka ja uhrikuusi, runotarina, Ahjo, 1920
- Syreenien kukkiessa, Minerva, 1920
- Vanha pappi, kertomaruno, Otava, 1921
- Pajarin poika. Karjalaisia kansantaruja. Otava, 1922
- Puolan paanit. Karjalaisia kansantaruja, Otava, 1922
- Helkavirsiä 1–2, yhteislaitos, Otava, 1924
- Shemeikan murhe. Uusia runoja, Gummerus, 1924

### Prózai művei

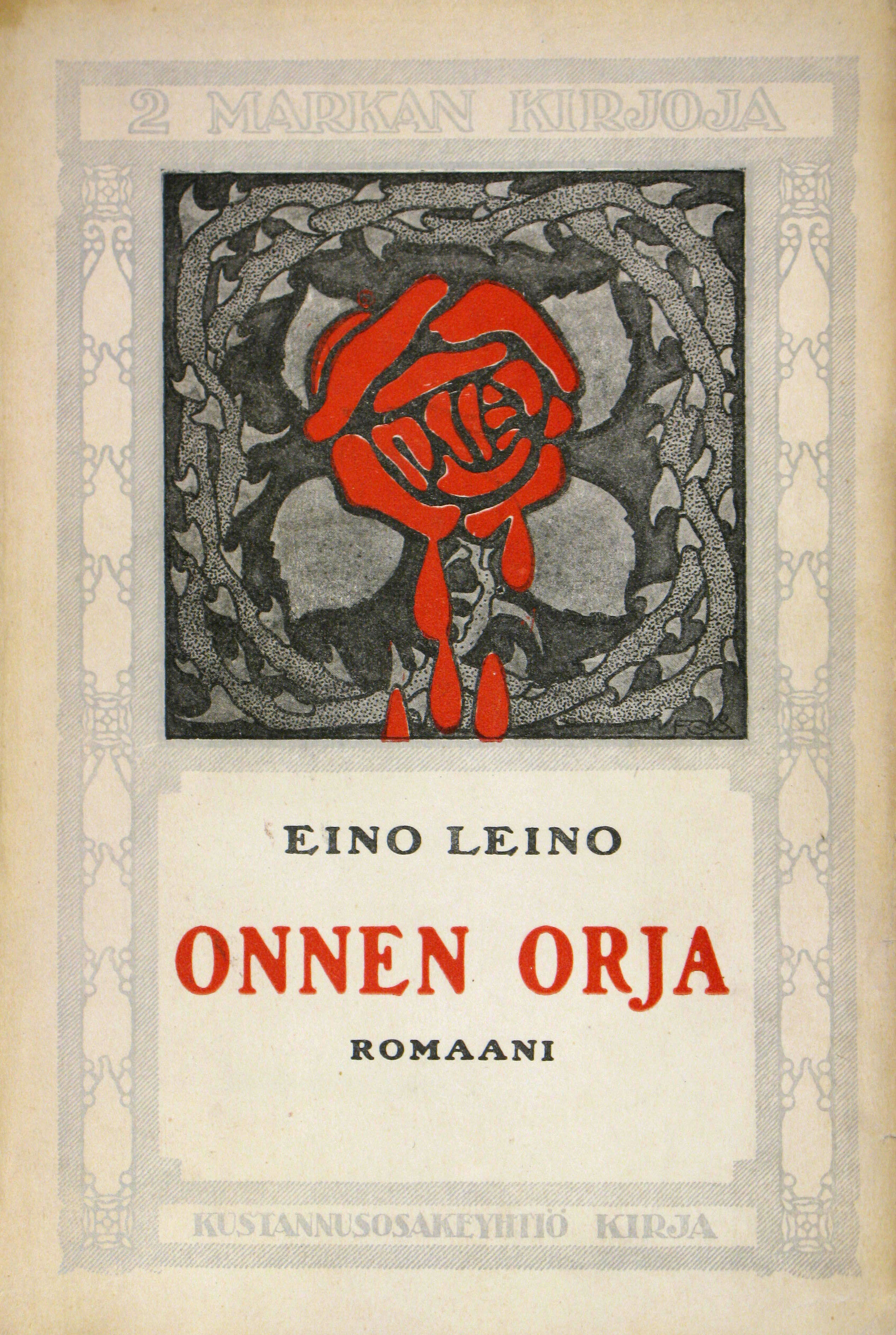

- Päiväperhoja. Pieniä tarinoita, Eero Erkko, 1903
- Kaunosielu. Kuvaus, Otava, 1904
- Päivä Helsingissä. Pilakuva, Otava, 1905
- Tuomas Vitikka. Romaani, Otava, 1906
- Jaana Rönty. Romaani, Otava, 1907
- Olli Suurpää. Romaani, Otava, 1908
- Rikos. Tutkielma. Helsingin Sanomissa keväällä 1908 jatkokertomuksena ilmestynyt novelli, Julk. uudelleen: Eino Leinon Seura, 1949
- Nuori nainen. Neljä kertomusta, Yrjö Weilin, 1910
- Työn orja. Romaani, Yrjö Weilin, 1911
- Rahan orja. Romaani, Yrjö Weilin, 1912
- Naisen orja. Romaani, Kirja, 1913
- Onnen orja. Romaani, Kirja, 1913
- Seikkailijatar. Venäläinen kertomus, Karisto, 1913
- Mesikämmen. Joulutarina vanhoille ja nuorille, Kirja, 1914
- Pankkiherroja. Kuvaus nykyaikaisesta suomalaisesta liike-elämästä, Kirja, 1914
- Paavo Kontio. Lakitieteen tohtori. Romaani, Kirja, 1915
- Musti. Eläintarina, Karisto, 1916
- Alla kasvon kaikkivallan. Mystillinen trilogia. Erään aikansa lapsen ajatuksia, tunnustuksia ja kaukonäkyjä, Karisto, 1917
- Ahven ja kultakalat. Tarina syvyyksistä, Ahjo, 1918
- Elina. Murroskauden kertomus, Minerva, 1919 (2. painos nimellä Punainen sankari)
- Kolme lähti, kaksi palasi. Tarina kieltolain Suomesta, Minerva, 1926

### Színművei
- Johan Wilhelm, Wesanderin kirjakauppa, 1900
- Sota valosta, Otava, 1900
- Naamioita I: Väinämöisen kosinta, Hiiden miekka, Pentti Pääkkönen, Lydian kuningas, Meiram, näytelmiä, Otava, 1905
- Naamioita II: Melankolia, Lalli, Niniven lapset, näytelmiä, Otava, 1907
- Naamioita III: Maunu Tavast, Simo Hurtta, Ritari Klaus, näytelmiä, Vihtori Kosonen, 1908
- Naamioita IV: Carinus, Alkibiades, näytelmiä, Vihtori Kosonen, 1909
- Naamioita V: Tuomas piispa, Tarquinus Superbus, Shakkipeli, näytelmiä, Vihtori Kosonen, 1909
- Naamioita VI: Kirkon vihollinen, Maan parhaat, Ilotulitus, näytelmiä, Yrjö Weilin, 1911
- Kalevala näyttämöllä, näytelmiä, Yrjö Weilin, 1911

### Filmforgatókönyve

- Kesä (Nyár), 1915 (rendező: Kaarle Halme)

## Művei magyarul
1914-ben a Franklin kiadó jelentette meg egy kötetét 	Tavaszünnepi dalok: Finn balladák címmel, fordította "Somkúti" (teljes neve nincs feltüntetve). Az 1920-as években a Pásztortűz közölte néhány versét Pálffy Márton fordításában. 1943-ban Kodolányi János fordított a verseiből, ezek az Északi csillagok: Finn rokonaink költészete című antológiában jelentek meg 1944. februárban. 1972-ben versei jelentek meg a Csillagok Suomi egén című antológiában, Gellért Sándor fordításában a bukeresti Kriterion Könyvkiadónál. Válogatott verseit 1978-ban az Európa Könyvkiadó adta ki Himnusz a tűzhöz címmel, Képes Géza fordításában.
- Lejno Ejnó: Finn balladák; ford. Somkuti [Zolnai Gyula]; Franklin, Bp., 191?
- Lejno Einóː Tavaszünnepi dalok finn balladák; ford. Somkuti [Zolnai Gyula]; Franklin, Bp., 1914 (Olcsó könyvtár)
- Himnusz a tűzhöz Válogatott versek; vál., ford., utószó Képes Géza; Európa, Bp., 1978